# Harenkî, Șîșakî
Harenkî (în ucraineană Харенки) este un sat în comuna Mîhailîkî din raionul Șîșakî, regiunea Poltava, Ucraina.

## Demografie
Componența lingvistică a localității Harenkî
     Ucraineană (92,86%)
     Rusă (1,79%)
Conform recensământului din 2001, majoritatea populației localității Harenkî era vorbitoare de ucraineană (92,86%), existând în minoritate și vorbitori de rusă (1,79%).